# 渡邉隼人
渡邉 隼人（わたなべ はやと、1977年10月7日 - ）は、日本の男性声優。東京都出身。三木プロダクション所属。

## 人物
勝田声優学院卒業。
以前は、劇団ムーンライトに所属していた。現在は、三木プロダクションに所属。
趣味は映画鑑賞、テレビゲーム。特技は自分の好きな映画、漫画、ゲームの見どころを語る。
資格は製図検定、ガス溶接技能講習終了。

## 出演

### テレビアニメ
2013年
- イクシオン サーガ DT（チンピラB）
- ルパン三世 princess of the breeze 〜隠された空中都市〜（空賊A）

2015年
- 俺物語!!（ゼミ夫）

2016年
- ルパン三世 PART IV（警官）

2018年
- ルパン三世 PART5（男、立哨、門衛、警官B、一般男性C 他）
- 中間管理録トネガワ（黒服A）

2019年
- どろろ（村人、村人B、老人）
- ルパン三世 グッバイ・パートナー（コパイ）
- ルパン三世 PART6（偽シモンズ）

2024年
- 明治撃剣-1874-（Rinzou）

### Webアニメ
- 無限の住人-IMMORTAL-（2019年、稲条）

### ゲーム
1999年
- 真・魔装機神 PANZER WARFARE

2004年
- シンフォニック=レイン（アーシノ・アルティエーレ）

2012年
- 龍が如く5 夢、叶えし者

2013年
- メタルマックス4 月光のディーヴァ（ベニシオ・マルデ）

2014年
- 戦国BASARA4

2017年
- パシャ★モン（オオサワ）

### 吹き替え

#### 映画
- アンリミテッド（フー〈サム・メディナ〉）
- エンド・オブ・キングダム（ウィル・デイヴィス）
- カウントダウン・トゥ・デス（ケンドリックス〈ジョシュ・ブラッカー〉）
- キャプテン・フィリップス（SEALs部隊員）
- 殺人魚獣 ヘビッシュ（ウィリアム〈アントニオ・ファーガス〉[7]）
- ジャッキー・チェンの必殺鉄指拳（兄貴〈チャン・ホンリー〉[8]）
- スパイダーマン:ホームカミング（アーロン・デイヴィス〈ドナルド・グローヴァー〉[9]）
- 西部戦線1953（砲隊大隊長〈イ・ギョンヨン〉）
- 操作された都市（マ・ドクス〈キム・サンホ〉）
- 大魔術師"X"のダブル・トリック
- 朝鮮魔術師（キタク）
- 名もなき野良犬の輪舞（ビョンガプ〈キム・ヒウォン〉）
- バーフバリ 王の凱旋（クマラ・ヴァルマ〈スッバラージュ〉）

#### ドラマ
- 刑事ジョー パリ犯罪捜査班
- シンイ-信義-
- 謀りの後宮
- パレーズ・エンド
- 二人の王女
- 海雲台の恋人たち
- 不良〈ヤンキー〉ですね
- 蘭陵王
- ロマンスが必要2
- 賢后 衛子夫

#### アニメ
- シュガー・ラッシュ:オンライン（パイロ[10]）

### 舞台
- 劇団ムーンライト
  - アトリエ公演「お勝手の姫」 -　健太 役
  - 「ブラックコメディー」 -　プリンズリー 役
  - 「きらめく星座」 -　配達 員
  - アトリエ公演「月冴ゆ(再演)」 -　良海 役
  - 「翼〜改訂版〜」 -　駿河台四郎 役
  - 「翼 -改訂版-（再演）」 -　駿河台四郎 役
  - 「うちのだりあの咲いた日に」 -　山本夏樹 役
  - 「闇に咲く花─愛敬稲荷神社物語（再々演）」 -　稲垣善治 役
  - 「待つ人々」
  - 「ウォーク」